# Kruirad

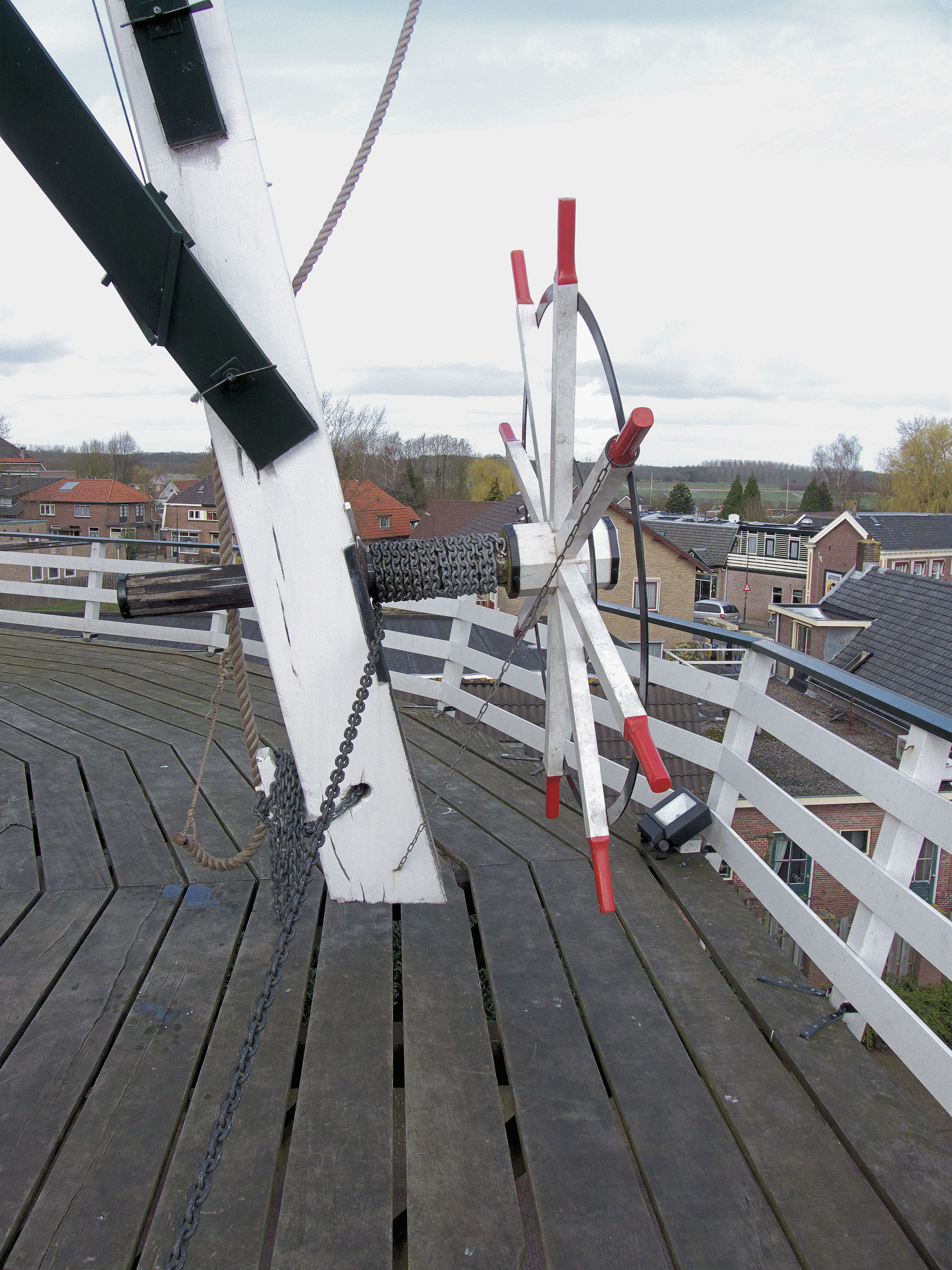
Kruirad en munnik

Een kruirad of kruiwiel wordt op windmolens gebruikt om het gevlucht op de wind te kruien. Het kruirad bestaat uit een aantal spaken, waarvan twee doorgaande spaken halfshout, kruiselings door de kop van de munnik zijn gestoken. Ter versteviging zijn over de spaken twee of drie gordingen vastgezet. Het grootste kruirad, dat van De Wachter, heeft 32 spaken
Het kruirad is op een kruias, de munnik, gemonteerd. De munnik draait in een rond gat, dat schuin in de staartbalk van de staart zit. Met het kruirad wordt een ketting, staalkabel of reep (touw) om de munnik gewikkeld, waardoor de kap van de molen of de gehele molen (standerdmolen) gaat draaien en zo de wieken op de wind worden gezet.
Een kruirad kan verschillende afmetingen hebben. Bij een groot kruirad zitten er in de hoek van de spaken en de buitenste gording loopklossen, waardoor in het kruirad gelopen kan worden en zo ook het eigen gewicht van de molenaar meewerkt bij het kruien.
Een kruihaspel bestaat meestal uit vier tot zes spaken. Hier zit de gording ongeveer halverwege de spaken, terwijl een windkoppel enkel bestaat uit twee of drie achter elkaar gestoken, doorgaande spaken.

## Fotogalerij

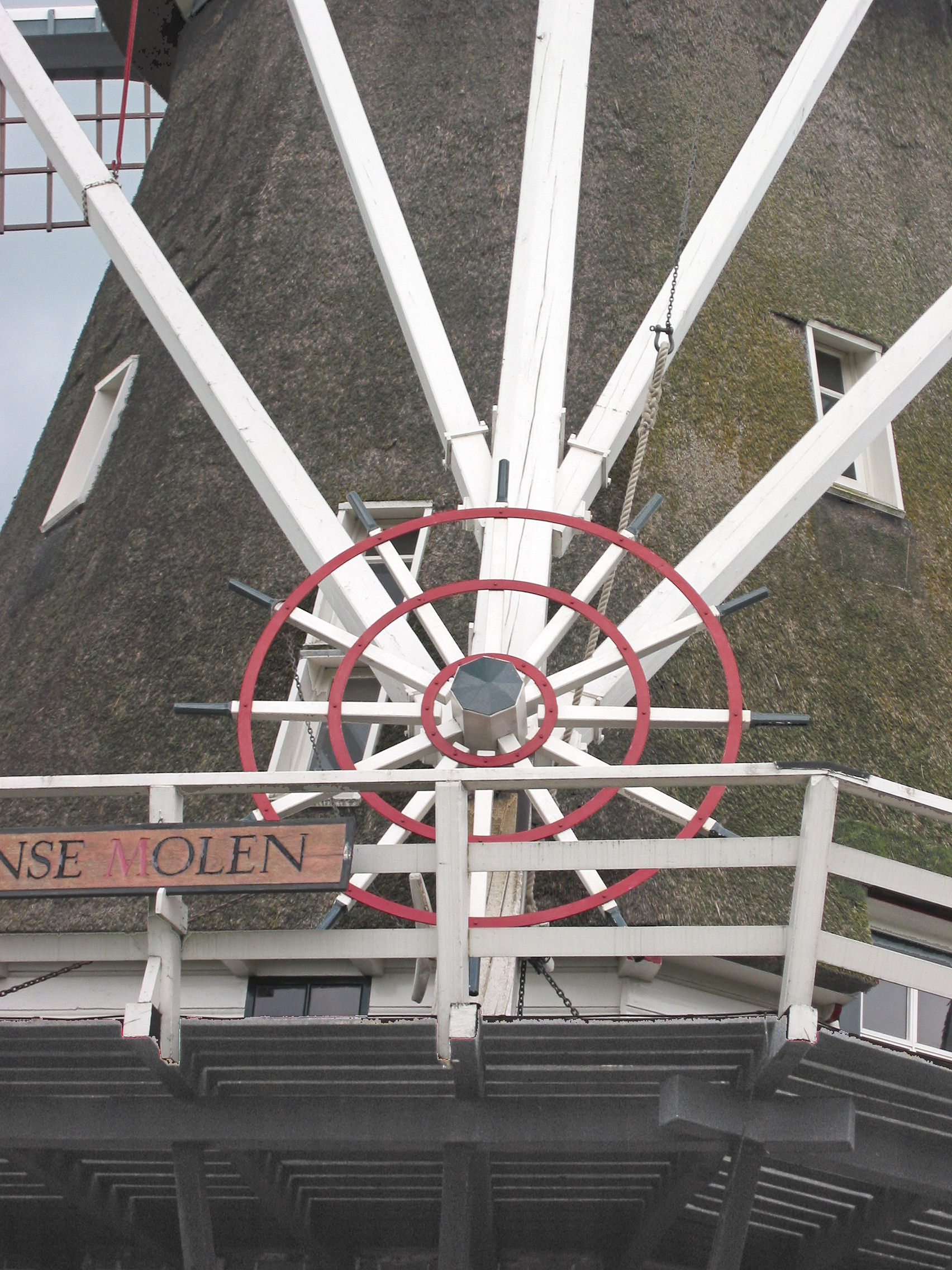
Kruirad van Walderveense molen
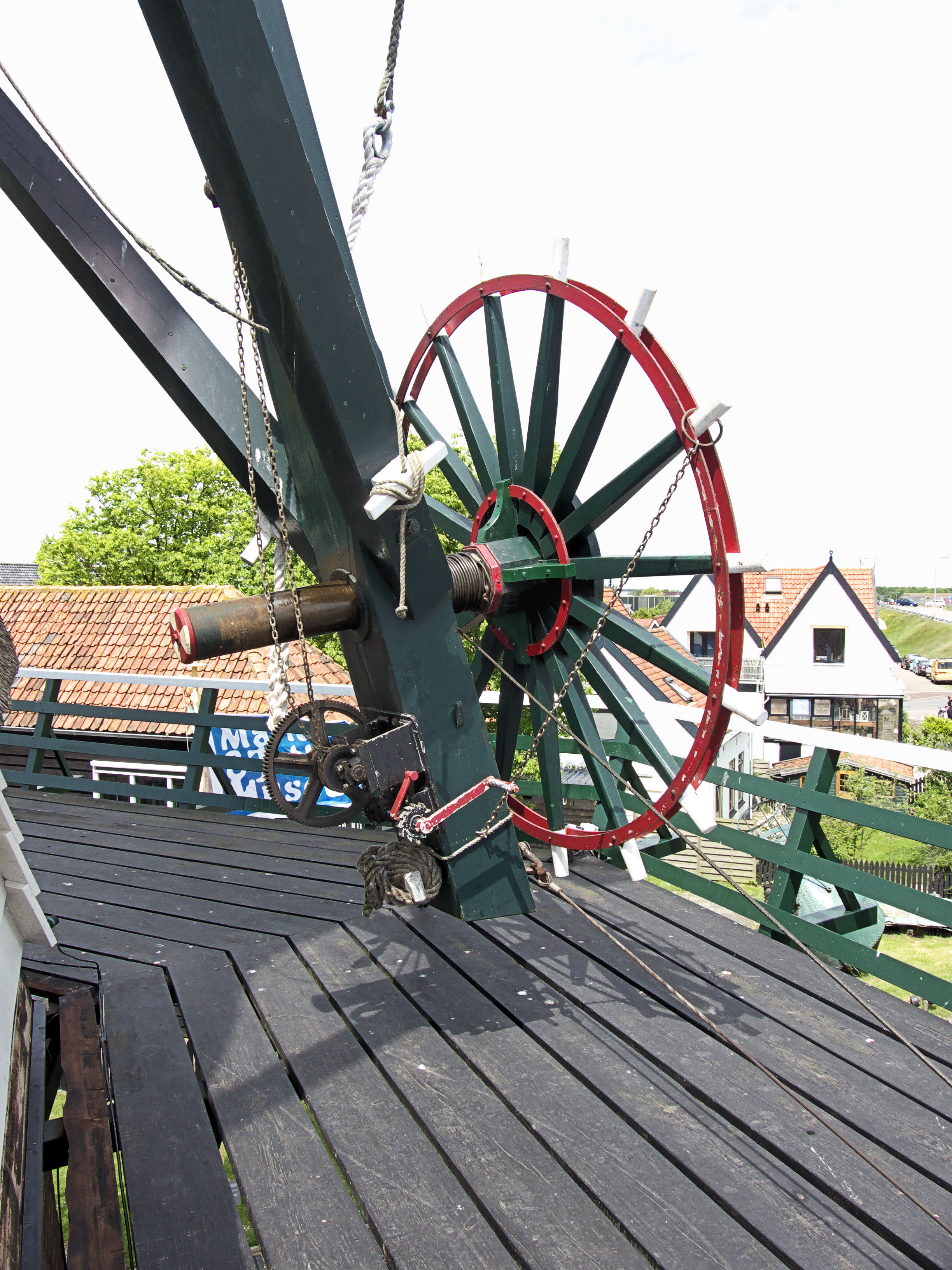
Kruirad van De Traanroeier
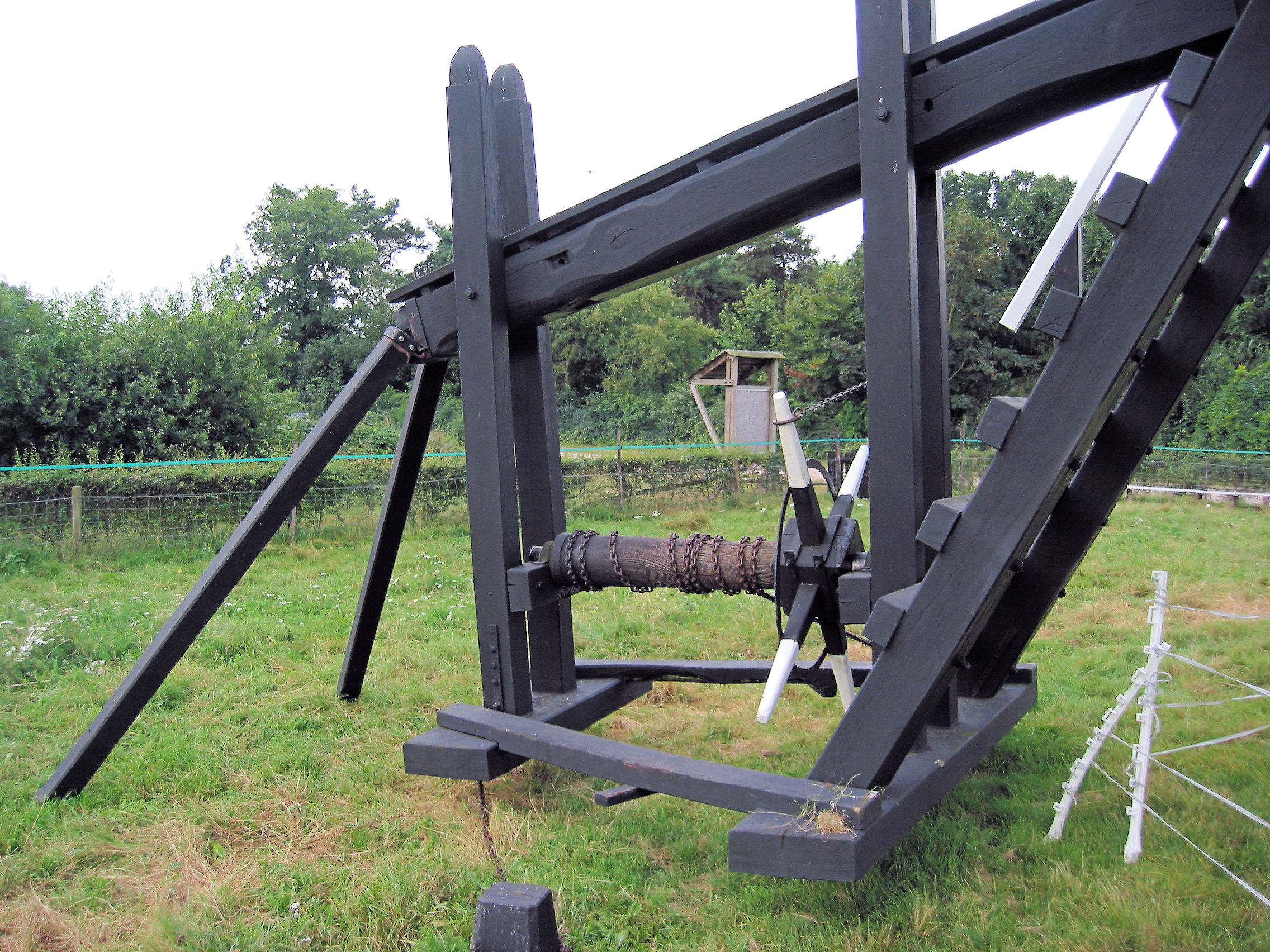
Kruihaspel van Doesburgermolen
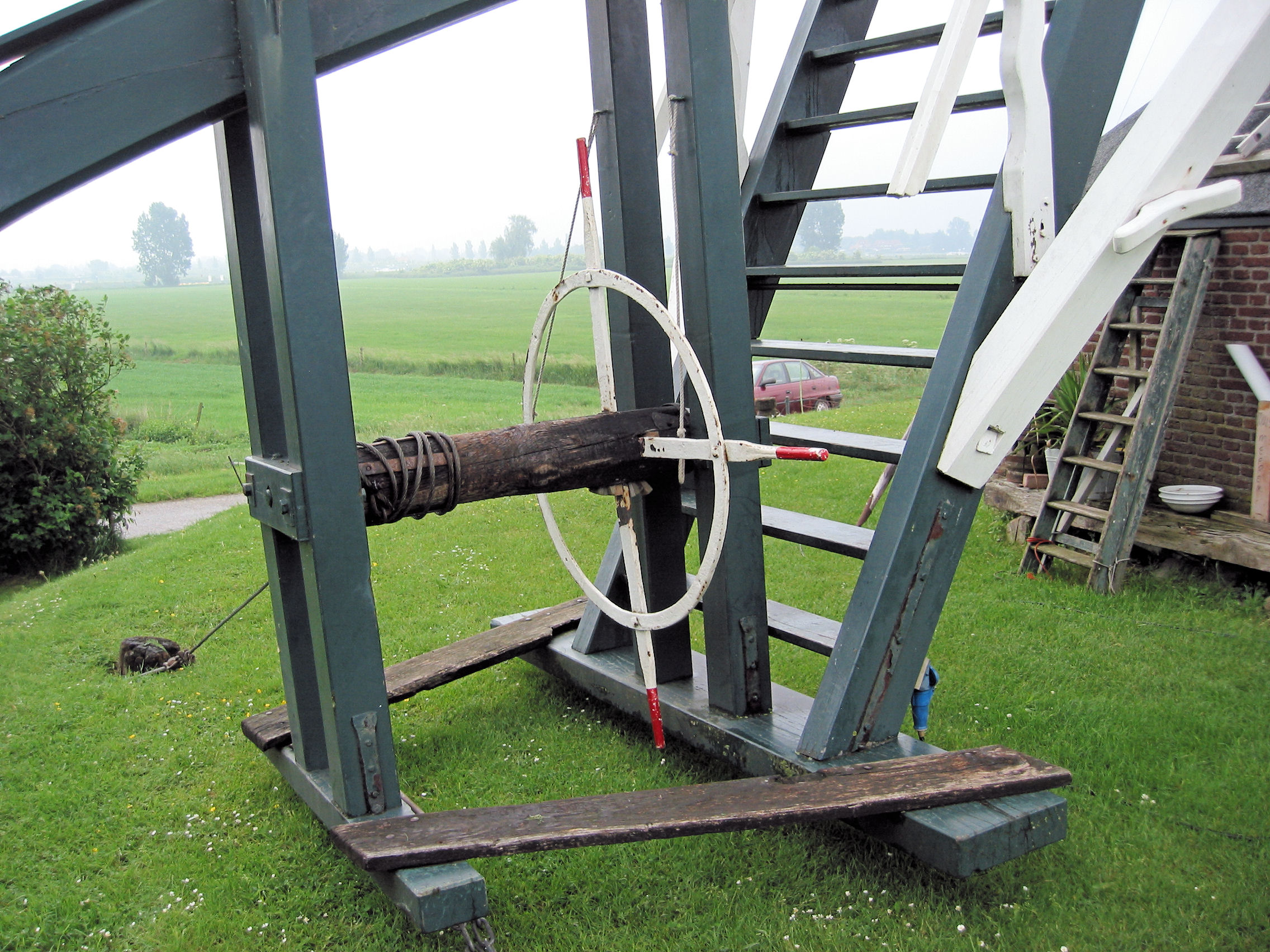
Kruihaspel van Tot Voordeel en Genoegen
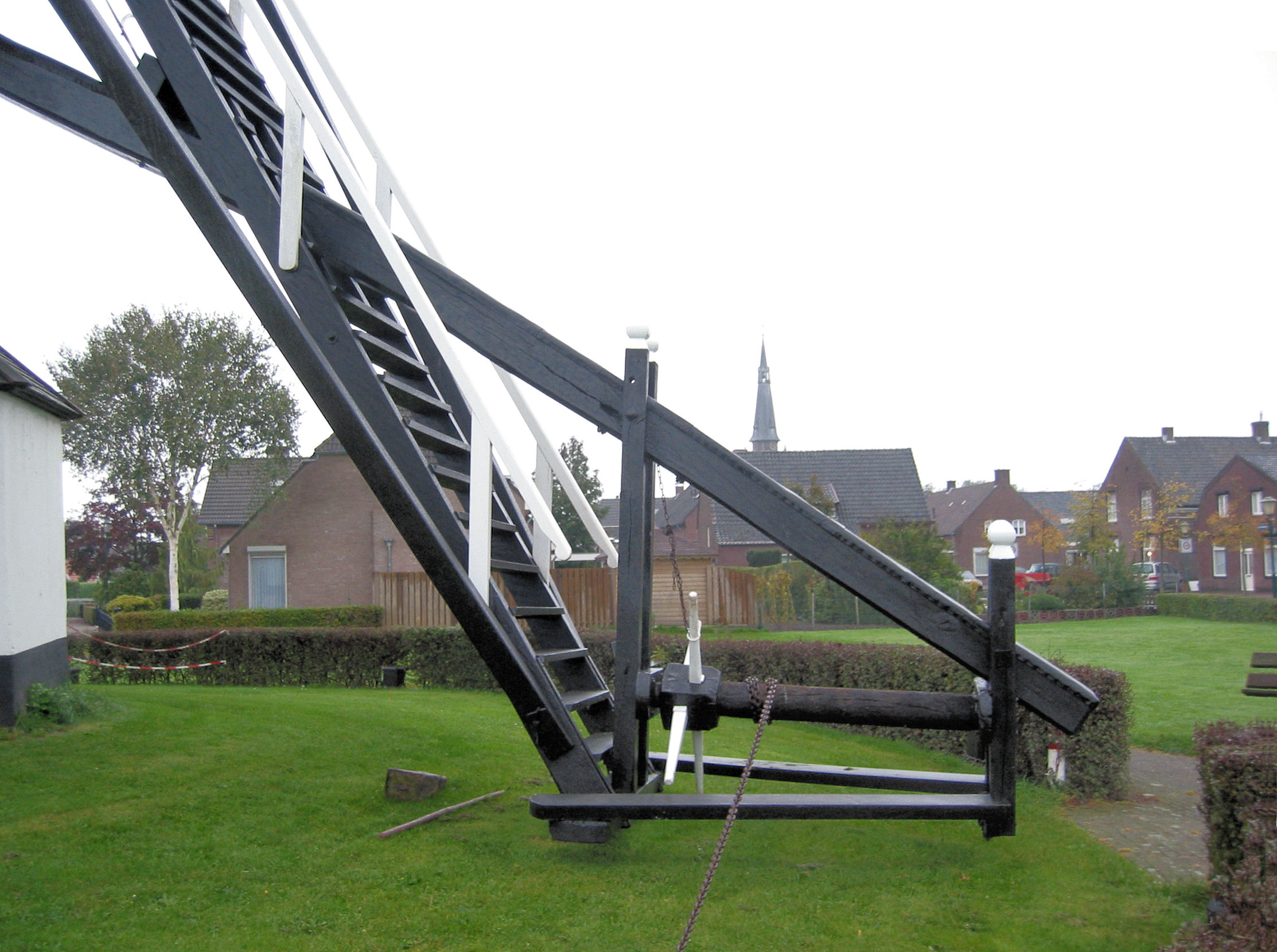
Windkoppel van De Korenbloem
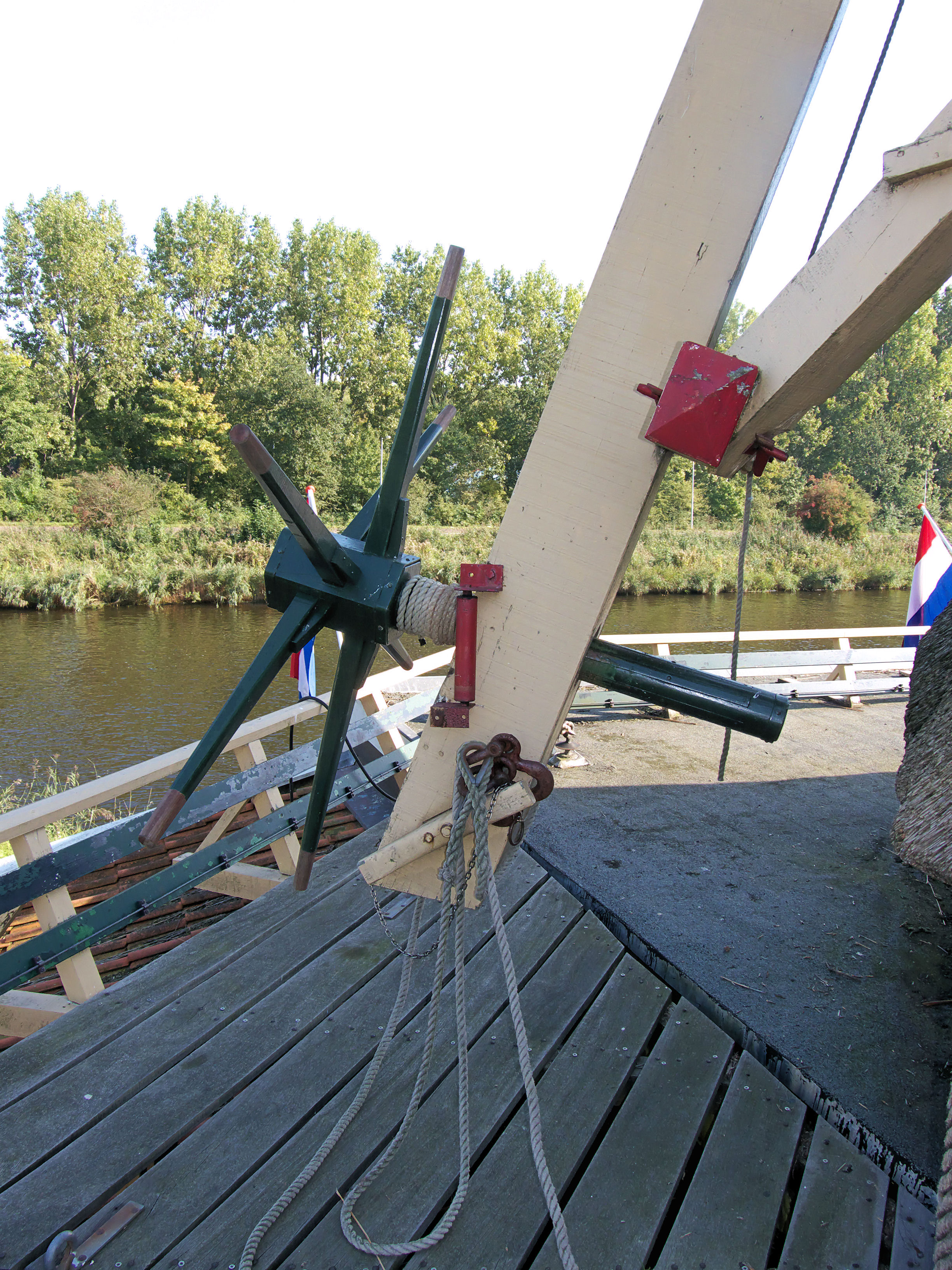
Bijzonder windkoppel van d'Admiraal